# Златев, Иван (биатлонист)
Иван Златев (болг. Иван Златев; род. 1 августа 1990, Банско, Благоевградская область) — болгарский биатлонист. Участник Зимних Олимпийских игр в Сочи.

## Карьера
Член сборной Болгарии с 2010 года. С сезона 2010/2011 выступает за основной состав национальной команды. Бронзовый призёр Чемпионата мира по летнему биатлону 2011 года среди юниоров в эстафете.

### Участие в Олимпийских играх
| Год  | Место проведения | Спринт | Гонка преследования | Индивидуальная гонка | Масс-старт | Эстафета | Смешанная эстафета |
| ---- | ---------------- | ------ | ------------------- | -------------------- | ---------- | -------- | ------------------ |
| 2014 | Сочи             | 76     | —                   | —                    | —          | 15       | —                  |

Завершил карьеру в сезоне 2015/16.